# Концепция ценностного обмена
Концепция ценностного обмена — социально-психологическая концепция лидерства, согласно которой, на лидерскую позицию в группе выдвигается такой член группы, который идентифицируется с наиболее полным набором групповых ценностей. Предложена Р. Л. Кричевским в 1980 году.

## История
Идея рассматривать межличностное общение как обмен изначально разрабатывалась в социальной психологии Дж. Хомансом, Д. Тибо, Г. Келли и др. Для объяснения феномена лидерства в 1980 году Р. Л. Кричевским была предложена концепция ценностного обмена.
Данная концепция рассматривается в российских университетских учебниках по социальной психологии. Так, о концепции ценностного обмена пишет Андреева Г. М., в рамках рассмотрения феномена лидерство; Платонов Ю. П., упоминает концепцию, рассматривая механизмы групповой динамики.

## Основная идея
В своих работах Кричевский пишет о том, что в ценности весомыми значениями для человека являются предметы, объекты, явления окружающего мира. Автор определяет ценность, как материальный или идеальный предмет, который представляет значимость для человека, то есть способный удовлетворять его потребности и отвечать его интересам. Понятие «обмен» обычно рассматривается в контексте многообразных проявлений межличностного общения. Кричевский считает, что стоит рассматривать общение в качестве взаимодействия, диалога. В межличностном взаимодействии ценности и обмен соединяются друг с другом, то есть, происходит обмен особыми «продуктами» человеческой деятельности — ценностями, или ценностный обмен.
Автор данной концепции говорит о том, что ценностный обмен начинает механизм межличностного взаимодействия. Следствием межличностного взаимодействия является развитие процесса лидерства. Схематически это можно показать так: ценностный обмен => межличностное взаимодействие => процесс лидерства. Личные ценностные характеристики индивидов, в процессе взаимодействия в группе, меняются на авторитет и признание, которое, в свою очередь, также является теми параметрами, которые значимы и важны. Лидером рассматривается тот, в ком в более полном виде представлены подобные качества, которые в особенности значимы для группы, то есть являющиеся для группы ценностями.

## Уровни ценностного обмена
В развитие группы входит два основных уровня ценностного обмена:
- Диадный уровень — существует на раннем этапе развития группы. Обмен существует между двумя членами группы.
- Групповой уровень — характеризует сложившуюся группу. Участником обмена становится сама группа, которая представляет собой коллективный субъект. Чем значительнее ценностный вклад субъекта, тем выше его групповой статус.[5]